# Bruno Claußen (Staatssekretär)
Bruno Claußen (* 15. Februar 1884 in Itzehoe; seit 1945 vermisst in Berlin) war ein deutscher Verwaltungsjurist und Ministerialbeamter.

## Leben
Claußen besuchte die Lauenburgische Gelehrtenschule und bestand 1902 die Abiturprüfung. Er studierte Rechtswissenschaft an der Eberhard Karls Universität Tübingen und wurde 1903 mit Paul Friedrich Scheel und Otto Constantin im Corps Franconia Tübingen aktiv. Von der Friedrich-Alexander-Universität Erlangen wurde er 1906 zum Dr. iur. promoviert. Er trat in den preußischen Justizdienst und kämpfte von 1914 bis 1916 im Ersten Weltkrieg. Von 1916 bis 1919 war er im Kriegsernährungsamt in Budapest. 1920 kam er als Ministerialrat zum Reichskommissariat für die besetzten Gebiete. 1926 wechselte er zum Reichswirtschaftsministerium. 1933/34 war er Staatssekretär im Reichsarbeitsministerium, Mitglied des Preußischen Staatsrats und stellvertretender Bevollmächtigter Preußens zum Reichsrat. 1934 wurde er in den einstweiligen Ruhestand versetzt.
Er war Aufsichtsratsvorsitzender der Aktiengesellschaften Zündwarenmonopol (Berlin), Dyckerhoff Portland Zementwerke (Mainz) und G. Kärger Fabrik für Werkzeugmaschinen (Berlin). Er saß im Aufsichtsrat der Commerz- und Privat-Bank, der Dresdner Bank und der Westdeutschen Kaufhof AG.
Seit der Schlacht um Berlin ist er vermisst.